# Emmanuel de Nay, conte di Richecourt
Emmanuel François Joseph Ignace Dieudonné de Nay, conte di Richecourt (Saint-Mihiel, 2 gennaio 1697 – Nancy, 11 gennaio 1759), è stato un nobile e politico francese, dal 1749 al 1757 presidente del Consiglio di Reggenza del Granducato di Toscana.

## Biografia
Figlio di Charles Ignace de Nay (m. 1732/5), signore di Pont-sur-Meuse e barone di Richecourt e consigliere di stato del duca Leopoldo di Lorena e di sua moglie Barbe-Catherine de Tailfumyer, figlia di Charles de Tailfumyer, signore di Moranville, egli sposerà Jeanne de Bourcier de Villers figlia di Jean Baptiste Joseph de Bourcier, signore di Villers-en-Haye. Nell'aprile 1756 il conte di Richecourt, viene colpito da un colpo apoplettico e ritorna in Lorena.
Massone, fu membro della loggia inglese di Firenze

## Discendenza
Emmanuel e Jeanne ebbero tra i loro figli:
- Charles Henri Dominique, conte di Richecourt e marchese sovrano di Treschietto;
- Louise Charlotte che sposerà nel 1751 François Hyacinthe, conte de la Tour en Voivre;
- Marie Anne, monaca Visitandina, a Nancy.